# Премия Сапира
Премия Сапира (ивр. פרס ספיר‎) — престижная литературная премия Израиля, присуждаемая ежегодно в июне во время Недели ивритской книги. Названа в честь бывшего министра финансов Израиля Пинхаса Сапира, награждение ей производится с 2000 года.

## Порядок присуждения
Процедура выдвижения номинантов и присуждения премии Сапира производятся по аналогии с британской Букеровской премией. Премия Сапира является крупнейшей в денежном выражении литературной премией Израиля: в 2005 году вознаграждение победителя составило 150 тысяч шекелей (примерно $35 тысяч), а каждый из четырёх финалистов получил 25 тысяч шекелей. Кроме того, победитель получает грант на перевод его книги с иврита на другой язык по своему выбору.
Жюри премии состоит из видных литературных деятелей, чьи имена не разглашаются до тех пор, пока не названо имя лауреата. Состав жюри ежегодно частично меняется.
Жюри выбирает из претендентов — авторов книг, изданных в течение предыдущего года крупнейшими издательствами Израиля, пять финалистов. После нескольких недель обсуждений из числа финалистов выбирается единоличный победитель, который объявляется во время Недели ивритской книги. Церемония вручения премии Сапира транслируется по телевидению. Пятеро финалистов — претендентов на получение премии участвуют во встречах с читателями по всему Израилю при поддержке государственной лотереи Израиля. В 2005 году государственная лотерея Израиля провела конкурс для читателей, предложив угадать имя лауреата премии Сапира, первые 30 правильно угадавших получили в подарок книги лауреата.
В 2003 году книга писателя Этгара Керета была снята с конкурса, поскольку тогдашние правила присуждения премии содержали требование к объёму номинируемых произведений — не менее 60 000 слов. Впоследствии это правило было отменено.
В 2006 году после многочисленных обращений авторов жюри премии приняло решение номинировать на премию не только произведения, написанные на иврите, но и переведённые на иврит за последние 5 лет, чтобы привлечь к участию израильских авторов, пишущих на русском, арабском, английском и других языках. Эти авторы могут участвовать как в общем конкурсе, так и в отдельной номинации переводных произведений, из которых выбирается только одна работа.

## Критика
Премия неоднократно подвергалась критике в связи с тем, что присуждается, как правило, бестселлерам, безотносительно к их художественной ценности. В связи с этим ряд видных израильских писателей, такие как Меир Шалев, Аарон Аппельфельд, Авраам Иегошуа, Амос Оз отказались от выставления своих кандидатур на получение премии Сапира.

## Лауреаты
- 2021: Хиля Блум, How to Love Your Daughter
- 2020: Сами Бердуго, Donkey
- 2019: Илана Бернштейн
- 2018: Этгар Керет
- 2017:Эстер Пелед, Widely Open Underneath[5]
- 2016:Михал Бен-Нафтали, The Teacher[6]
- 2015:Орли Кастель-Блюм, An Egyptian Novel[7]
- 2014: Реувен Намдар, The Ruined House[8]
- 2013: Ноа Эдлин, בעלת הבית[9]
- 2012: Шимон Адаф
- 2011: Хагги Линик
- 2010: Йорам Канюк
- 2009: Присуждена Алону Хилу, впоследствии решение о присуждении премии аннулировано
- 2008: Цви Янай
- 2007: Сара Шило
- 2006: Рон Лешем
- 2005: Элона Франкель
- 2004: Дан Цалка
- 2003: Амир Гутфрейнд
- 2002: Гейл Харевен
- 2001: Давид Гроссман («С кем бы побегать»)
- 2000: Хаим Сабато.